# Vestgribbe
Vestgribbe (Cathartidae) er en familie af fugle med syv arter af amerikanske gribbe og kondorer. Familien er geografisk afgrænset til Nord- og Sydamerika, hvor de findes fra Ildlandet til det sydlige Canada.

## Klassifikation
Den taksonomiske placering af denne familie er omdiskuteret. Oprindeligt regnedes den til samme gruppe som alle andre rovfugle og senere mente man på baggrund af DNA-undersøgelser, at den var nærmere beslægtet med storkefuglene. De seneste resultater fra DNA-forskningen tyder dog på at falke, høge og vestgribbe repræsenterer tre uafhængige udviklingslinjer. Derfor bliver vestgribbene nu ofte tillagt sin egen orden, Cathartiformes. Der er dog stadig usikkerhed, så vestgribbene er her placeret i Accipitriformes sammen med f.eks høgefamilien. 
- Slægt: Coragyps
  - Ravnegrib (Coragyps atratus)
- Slægt: Cathartes
  - Kalkungrib (Cathartes aura)
  - Gulhovedet grib (Cathartes burrovianus)
  - Stor gulhovedet grib (Cathartes melambrotus)
- Slægt: Gymnogyps
  - Californisk kondor (Gymnogyps californianus)
- Slægt: Vultur
  - Andeskondor (Vultur gryphus)
- Slægt: Sarcoramphus
  - Kongekondor (Sarcoramphus papa)